# Фйольнір
Фйольнір (Fjölnir) — легендарний правитель Уппсали з династії Інґлінґів, що правив, згідно «Пісні про Ґротті», приблизно на межі I століття до н. е. і I століття н. е. .

## В«Сазі про Інґлінґів»
Фйольнір був сином Інґві-Фрейра і Ґерд, дочки Гюміра. При ньому тривав «світ Фродо», який встановився за його батька. Фродо Миротворець був сучасником і другом Фйольніра. Двоє правителів часто відвідували один одного. Саме в одній з таких поїздок Фродо купив в Швеції Фенью і Менью . Одного разу, коли Фйольнір був в гостях у Фродо, він вирушив вночі по нужді і, оскільки був сонний і п'яний, упав в чан з медом, в якому і потонув.

## В «Діяннях данів»
У книзі I «Діянь данів» Фйольнір відповідає Хундінгу, а Фродо — Хадінгу, але деталі в історії смерті Хундінга/Фйольніра розрізняються. Хундінг отримав помилкову звістку про смерть Гаддінґа і організував розкішний бенкет на згадку про одного. Під час цього бенкету він спіткнувся, впав у величезний чан з питтям і потонув.

## Нащадки
Сином Фйольніра був Свейґдір, що правив після батька.

## Сюжет про Фйольніра з точки зору науки
Передбачається, що історія Фйольніра — евгемеризований міф: Фйольнір — демон зерна, який повинен потонути в напої, щоб надати йому міцності .